# 常吉大橋
常吉大橋（つねよしおおはし）は、大阪市此花区常吉と舞洲を結ぶ大阪港に架かる橋。
塔が1基の斜張橋として日本国内最大規模である。また、非対称構造であることが、特徴である。

## 概要
- 形式：3径間連続鋼床版箱桁斜張橋[2]
- 全長：539.65m
- 橋長：340.80m
- 支間長：24.00m + 65.00m + 248.85m
- 幅員：11.75m（車道8.50m + 歩道3.25m）
- 塔高：80m
- 着工：1994年（平成6年）
- 完成：1999年（平成11年）